# José Aguirre

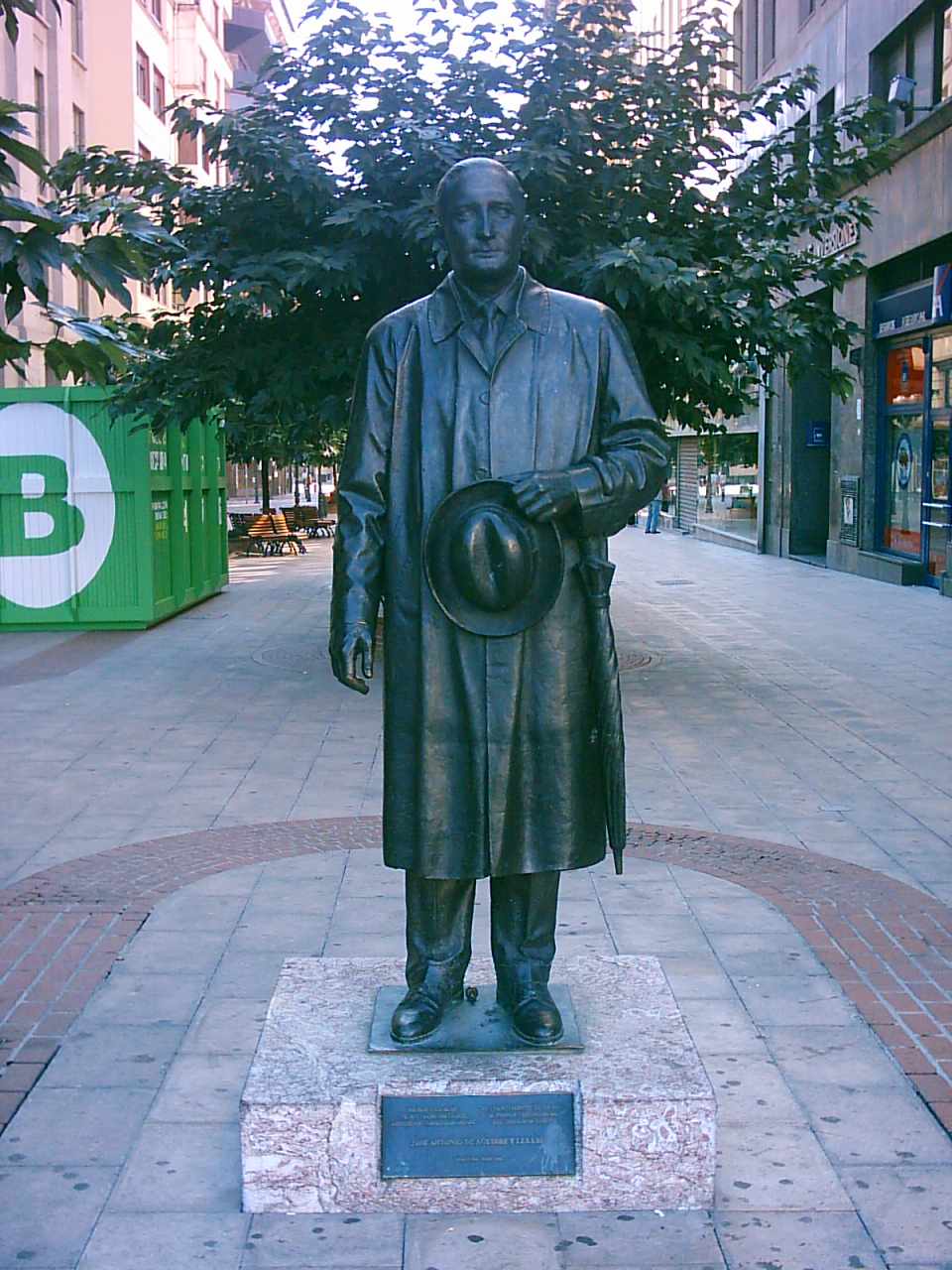
Standbeeld voor Aguirre in Bilbao

José Antonio Aguirre y Lecube (Bilbao, 6 maart 1904 – Parijs, 22 maart 1960) was een Baskisch politicus.
Aguirre was afkomstig uit de hogere middenklasse. Zijn vader was directeur-eigenaar van een chocolade-fabriek. Aguirre studeerde rechten en muziek en was daarna werkzaam in de chocolade-fabriek van zijn vader. Ook was hij voetballer bij de club Athletic Bilbao. Samen met Jesús María de Leizaola richtte hij Agrupación Vasca de Acción Social Cristiana op, een christelijke organisatie die veel sociaal werk verrichtte onder de minderbedeelden. Hij verdedigde met kracht de rechten der arbeiders.
Eind jaren twintig werd Aguirre lid van de katholieke Baskische nationale partij PNV (Partido Nacionalista Vasco). De PNV streefde naar een autonoom Baskenland (Euzkadi) binnen Spanje. Nadat de Spaanse Republiek was uitgeroepen (april 1931), werd door de nieuwe republikeinse regering de Baskische autonomie in het vooruitzicht gesteld. In 1931 werd Aguirre burgemeester van Guecho. In mei 1931 werd hij in de Cortes gekozen voor de PNV. Als parlementslid keerde hij zich tegen de antiklerikale wetgeving van de links-republikeinse regering. In 1933 en 1936 werd hij herkozen. In 1933 trad Aguirre als burgemeester van Guecho af en in 1934 werd hij gearresteerd, maar niet verder vervolgd.
Nadat het linkse Volksfront in 1936 aan de macht was gekomen werd in oktober 1936 (drie maanden na het uitbreken van de Spaanse Burgeroorlog) Baskenland autonomie verleend. Aguirre werd voorzitter (Lehendakari) van Baskenland. Reeds in juli 1937 viel Baskenland in handen van de nationalisten en week de Baskische regering uit naar Barcelona, waar ook de Spaanse en Catalaanse regering gevestigd waren. Samen met president Manuel Azaña en de Catalaanse president Lluis Companys week Aguirre in februari 1939 naar Frankrijk uit. Na de Duitse bezetting van Frankrijk wist Aguirre via België en met de hulp van de jezuïeten naar Panama te ontkomen. Gedurende de Tweede Wereldoorlog was hij hoogleraar in de Verenigde Staten van Amerika.
Aguirre werd na de oorlog een van de grondleggers van de moderne christendemocratie. Tot zijn dood in 1960 bleef hij voorzitter van de Baskische regering in ballingschap en voorzitter van de PNV. Hij was een bewonderaar van de Indiase pacifist Mahatma Gandhi.